# Дженєєв Сергій Юрійович
Сергій Юрійович Дженєєв (нар. 9 травня 1930, Сімферополь — пом. 30 січня 2000, Ялта) — радянський вчений у галузі виноградарства. Доктор сільськогосподарських наук з 1972 року, професор з 1974 року, академік УААН з 1990 року, член-кореспондент ВАСГНІЛ з 1988 року, заслужений діяч науки УРСР з 1981 року.

## Біографія
Народився 9 травня 1930 року у Сімферополі. У 1954 році закінчив Кримський сільськогосподарський інститут імені М. І. Калініна. У 1954—1955 роках працював головним агрономом винрадгоспу «Перемога соціалізму» в Донецькій області. У 1955—1983 роках — аспірант, головний агроном учгоспу «Комунар», доцент, професор, завідувач кафедрою виноградарства і виноробства, заступник директора по науці Кримського сільськогосподарського інституту. Член КПРС з 1961 року. З 1983 року директор Всесоюзного науково-дослідного інституту виноробства і виноградарства «Магарач».
Помер в Ялті 30 січня 2000 року.

## Наукова діяльність
Вченим розроблені і впроваджені у виробництво технології: тривалого зберігання столового винограду в звичайних холодильниках, в холодильниках з регульованим газовим середовищем, тривалої консервації виноградних щеплень, вирощування щеплених виноградних саджанців і інше. Автор понад 260 наукових праць, в тому числі 11 книг, і 4-х винаходів. Серед робіт:
- Длительное хранение винограда. — Симферополь: Крим, 1966. — 100 с.;
- Хранение фруктов и овощей в совхозах и колхозах. — Москва, 1968;
- Хранение и транспортировка плодов и винограда. — Симферополь, 1973 (у співавторстві);
- Хранение столового винограда в хозяйствах. — Москва, 1978;
- Новая технология выращивания привитого посадочного материала. — Виноделие и виноградарство СССР, 1983, № 4;
- Виноградарство и виноделие: Учеб. пособ. Москва, 1984 (співавтор);
- Новые виды продукции из плодов и винограда: сб. ст. / под ред. С. Ю. Дженеева. — М.: Агропромиздат, 1990. — 176 с.;
- Технология возделывания и использование винограда: учеб… по агрон. спец. /у співавторстві: Е. А. Верновський та інші. — М.: Агропромиздат, 1990. — 302 с.;
- Производство столового винограда, кишмиша и изюма / у співавторстві К. В. Смирнов. — М.: Колос, 1992. — 175 с.;
- Проблемы и перспективы развития селекции, сортоиспытания и питомниководства винограда в СНГ / у співавторстві: М. В. Мелконян, В. П. Клименко // Вестн. семеноводства в СНГ. 1998. № 4. С. 22-27;
- Энерго- и ресурсосбережение при производстве привитого посадочного материала и закладке виноградника / у співавторстві В. Ф. Вільчинський // Вестн. семеноводства в СНГ. 1999. № 1-2. С. 58-60.